# IC 723
IC 723 ist eine irreguläre Galaxie vom Hubble-Typ Irr mit ausgedehnten Sternentstehungsgebieten  im Sternbild Becher am Südsternhimmel. Sie ist schätzungsweise 132 Millionen Lichtjahre von der Milchstraße entfernt.
Das Objekt wurde am 13. Mai 1893 vom französischen Astronomen Stéphane Javelle entdeckt.